# Stogovka
Stogovka (ryska: Стоговка) är en ort i Uljanovsk oblast i Ryssland. Folkmängden uppgår till cirka 400 invånare.